# Mural del Consejo de Seguridad de Naciones Unidas
El mural Sin título (Mural por la paz), también conocido como mural del Consejo de Seguridad de Naciones Unidas es un óleo pintado por el artista noruego Per Krohg que se exhibe en la sede del Consejo de Seguridad de Naciones Unidas en la ciudad de Nueva York desde el 22 de agosto de 1952. El mural, un lienzo de 5,5 x 8,8 m ubicado en la pared este de la sede del Consejo de Seguridad de NU, muestra en su imagen central un fénix que renace de sus cenizas rodeado por imágenes de guerra y discordia en la parte baja del mural, e imágenes de paz y armonía en la parte alta.
El mural formó parte de la renovación del Consejo de Seguridad que llevó a cabo el arquitecto noruego Arnstein Arneberg, y se exhibió públicamente por primera vez el 4 de abril de 1952.  Fue encargado por el Gobierno noruego como obsequio de Noruega a Naciones Unidas.
En 2013, el ministro noruego de Exteriores, Espen Barth Eide, declaró que la intención de Krohg había sido “dar a Naciones Unidas una cámara que pudiera inspirar a los que trabajaban en ella para llevar a cabo el mandato de la ONU”.
El mural de Krohg ha sido objeto de controversia. Los Angeles Times lo calificó de “imaginativo”, mientras que el corresponsal de la BBC lo describió como «el peor mural del mundo, ante el que me he sentado y lo he observado durante muchas horas desconcertantes».

## Antecedentes del artista
Per Krohg, cuyo nombre completo es Per Lasson Krohg, nació el 18 de junio de 1889 en Oslo (Noruega), y murió el 3 de marzo de 1965, también en Oslo, a los 75 años. Hijo del pintor Christian Krohg, Per Krohg estudió con su padre en la Academia Colarossi de arte de París entre 1903 y 1907. De 1907 a 1909 fue alumno del pintor francés Henri Matisse, antes de volver a Noruega para ejercer de profesor en la Escuela Estatal de Artes y Oficios de Oslo. Según la Enciclopedia Británica, «las primeras pinturas de Krohg eran sobre todo paisajes y retratos, pero sus largas y expresivas pinceladas eran más propias del carácter monumental de las pinturas murales».

## Selección y diseño
Naciones Unidas confió a Noruega la adecuación y decoración del Consejo de Seguridad, mientras Suecia y Dinamarca se encargaron del edificio de la Asamblea General y del de la Secretaría General. Estos tres países escandinavos debían expresar la «importante posición política, diplomática y simbólica asignada a esos países durante la primera fase de la Organización de Naciones Unidas». Jacques Carlu y Howard Robertson, miembros del Panel Artístico de la ONU, seleccionaron el trabajo de Per Krohg y otros artistas noruegos para presentarlo al Secretario general.
Una vez elegido para realizar el mural, las autoridades locales de Oslo crearon un estudio en el ayuntamiento de Oslo para que Krohg printara el mural. En 1940, Krohg diseñó la obra y presentó varios bocetos a Naciones Unidas.

## Inspiración artística
El diseño del mural de Krohg se inspiró en los frescos tradicionales del renacimiento italiano. Reinterpretó estos frescos con formas modernas de pintar aplicando óleos a un gran lienzo seco. La fuerte fe cristiana de Krohg también se refleja en el mural, ya que su moderna interpretación de los frescos renacentistas italianos se asemeja a los murales religiosos que pueden verse en las iglesias católicas. También muestra la influencia del maestro de Krogh, Henri Matisse, que le indujo a utilizar una mezcla de escenas del día a día, gestos exagerados y colores fobistas. Krohg formaba parte de un grupo de cuatro artistas noruegos —con Henrik Sorensen, Jean Heiberg y Axel Revold— que consideraba su arte como una forma de educación moral, lo que resulta evidente en el mural del Consejo de Seguridad, donde Krohg se esforzó en crear una obra que inspirase paz y armonía.

## Temática

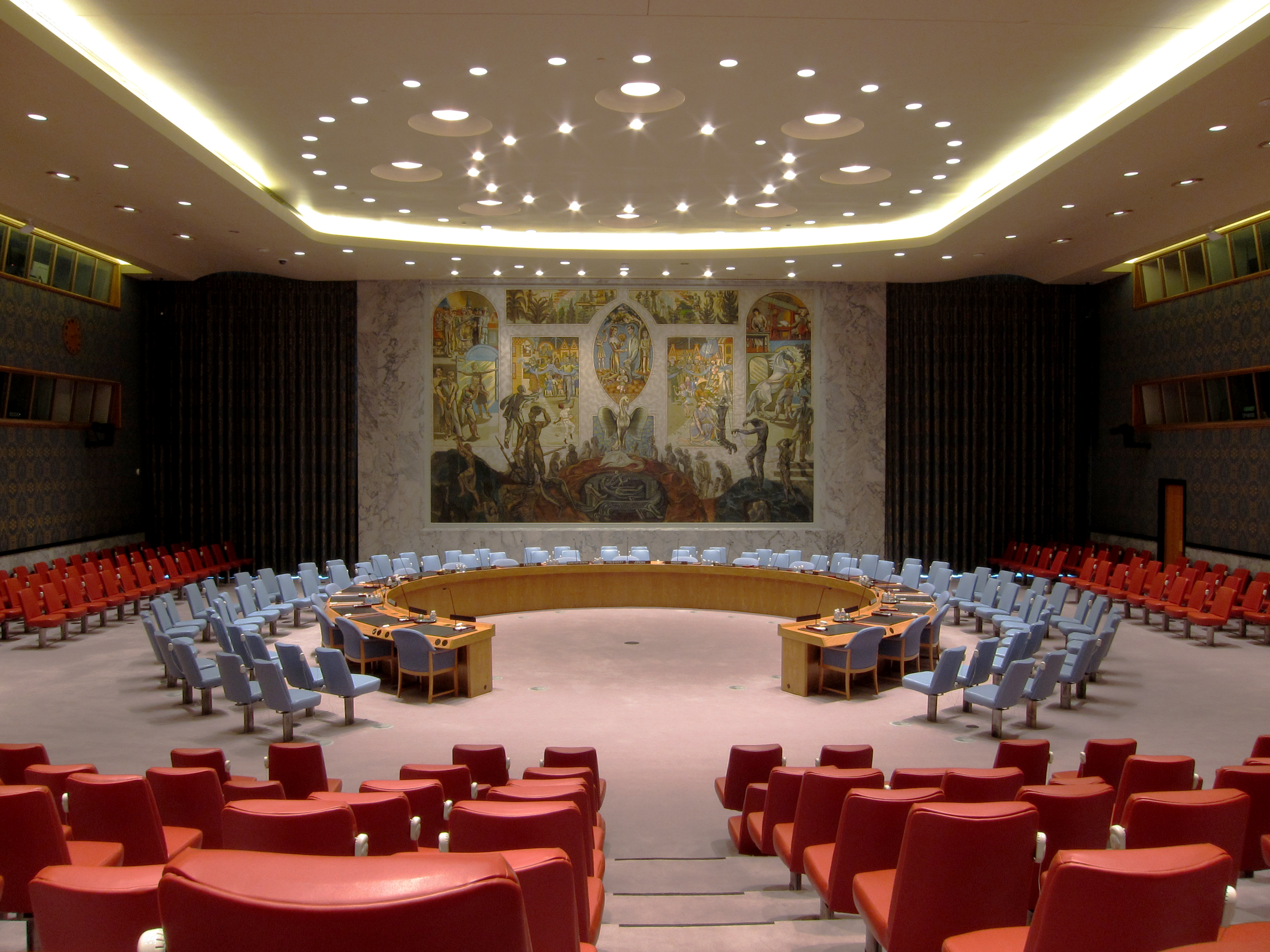
El mural, tal y como se ve desde los asientos de los observadores del Consejo de Seguridad

La obra de Krohg está compuesta de ocho elementos principales: un gran espacio en la parte inferior y siete paneles enmarcados por separado, que se combinan para mostrar una historia pictórica que puede leerse en horizontal y en vertical.

### Zona inferior
En esta parte, Krohg utilizó tonos marrones y rojos para dibujar un dragón en forma de espiral con una espada clavada que intenta sacarse agarrándola con la boca.Sobre el dragón, un puente y una rampa por la que los humanos suben hacia un campo más luminoso. Hombres, mujeres y niños ascienden por la pendiente desde ambos lados para encontrarse en el centro, donde un ave fénix despliega sus alas. Krohg quería mostrar la imagen de un mundo futuro en el que Naciones Unidas salve el mundo, al igual que, según su fe cristiana, Jesucristo salvó el mundo, simbolizado por el uso de un marco con iconografía cristina en el que ha sustituido a Cristo con un fénix renaciendo.
Según Naciones Unidas, la parte inferior del mural «representa los esfuerzos de la humanidad para emerger de un pasado oscuro de guerra y esclavitud a una vida mejor y a un futuro iluminado por la ciencia y las artes». En la parte derecha de esta zona, Krohg creó la imagen de tres hombres encadenados que son acogidos por las figuras humanas del panel superior. A la izquierda, una figura femenina trepa por una cuerda hacia un panel superior más luminoso. Las figuras a derecha e izquierda representan «múltiples escenas de la lucha humana con la vida y la muerte».

### Paneles rectangulares
En los dos paneles cuadrangulares se representan grupos de personas de distintas etnias ante un fondo de arquitectura urbana. De uno al otro cuadro pasa una cinta azul, y sus vibrantes colores crean un «llamativo contraste entre las figuras oscuras que suben hacia esos paneles dándonos la espalda y la gente con coloridas ropas de frente al espectador». La cinta de seda azul que une los dos cuadros ilustra el compromiso de la ONU con la paz futura y la libertad individual. En el panel de la derecha, un hombre ondea la bandera de Naciones Unidas entre el alegre grupo, enfatizando su papel en la creación de un mundo pacífico tras la Segunda Guerra Mundial.

### Panel ovalado central
El panel ovalado se sitúa en el centro de la obra, sobre el fénix, y muestra una imagen de calma y serenidad representada por una mujer y un hombre arrodillados. Este panel refleja el propósito principal del Consejo de Seguridad: «mantener el mundo en un estado de paz». La mujer lleva un ramo de flores y toma al hombre por el codo. Sobre la pareja, un árbol desde el que una figura entrega una naranja a un niño, simbolizando la caridad. Según Trygve Neergaard, Krohg se inspiró en su herencia y en su obra «Paz» que se encuentra en el Museo Nacional de Noruego. En esa obra, «los niños rodean a los padres, solemnemente arrodillados, con tranquila seguridad», lo que inspiró a Krohg a ubicar un concepto similar en el centro del Consejo de Seguridad de Naciones Unidas.  A la derecha del árbol se ve a un niño que observa la felicidad familiar compartida entre las figuras arrodilladas.

### Panel de la izquierda
El panel de la izquierda representa un entorno urbano. Una figura humana abre una ventana para que entre la luz del sol en la habitación. También hay un hombre que tira de una mujer procedente del oscuro mundo inferior. En la parte superior del panel, seis figuras comercian con distintas herramientas y con sacos de trigo, ilustrando el avance hacia la armonía y la colaboración desde la Segunda Guerra Mundial.

### Panel de la derecha
En este panel, Krohg ilustra la imagen de un hombre sujetando un caballo encabritado, admirado por una figura que sujeta un pico y se encuentra entre las sombras que suben de abajo. En el espacio sobre el caballo se sienta una mujer que mira un microscopio y un hombre que usa un telescopio. Ambos representan el creciente conocimiento mundial y el valor de la salud y la ciencia.

### Panel superior izquierdo
Todo el panel superior izquierdo está dominado por árboles verdes que parecen palmeras y cipreses. Al fondo, varias figuras construyen una pieza arquitectónica que parece el ayuntamiento de Oslo, y representa la expansión industrial. En la esquina superior izquierda, una figura pinta el sol en un lienzo.

### Panel superior derecho
El panel superior derecho también está dominado por imágenes de vegetación similares a las del izquierdo. Este panel muestra tres imágenes distintas: un par de bufones que bailan, una figura que toca el piano y, al fondo, dos hombres que tocan instrumentos musicales. El panel ilustra la sociedad que valora las artes, la música y el teatro. El fondo está cubierto de rascacielos que crean otra imagen de entorno urbano.

## Composición

### Igualdad y armonía
En los dos paneles rectangulares se muestran escenas de igualdad, con imágenes de personas esclavizadas acogidas por multitudes de distintas etnias. A la derecha, una figura asiática ayuda a subir a un hombre, simbolizando la igualdad entre las personas de distintos continentes. A la izquierda, como explica Naciones Unidas, «la igualdad está simbolizada por un grupo de personas que pesan grano para compartirlo».

### Felicidad familiar
El panel ovalado central simboliza el deseo de una buena familia que comparte compasión y armonía en el nuevo orden mundial. Krohg buscó encapsular la intención del Consejo de Seguridad de «operar como guardián del orden internacional en la posguerra».

### Reconstrucción
Los tonos oscuros y cenicientos de la zona inferior de la obra simbolizan la Segunda Guerra Mundial, un suceso que influenció el mural de Krohg Como indicó el artista, «la esencia de la idea es dar la impresión de luz, seguridad y felicidad. El mundo que vemos al fondo se derrumba, mientras se va construyendo un nuevo mundo basado en la claridad y la armonía. La imagen de una mujer abriendo una ventana para dejar pasar el sol a la habitación en el extremo del panel izquierdo expresa que el nuevo mundo armonioso ya no está preso en las garras del mal. Krohg quería que la obra inspirase a los delegados del Consejo de Seguridad para que la labor de Naciones Unidas le dé a la humanidad la oportunidad de crear un mundo mejor tras las tragedias de la Segunda Guerra Mundial.

### Fe
Por todo el mural, Krohg combinó elementos de distintas fuentes cristianas. Inspirado por una imagen de la Ascensión de tradición católica, Krohg creó una imagen de un fénix blanco que renace de sus cenizas, de forma que el mural se dirija a un público universal. Hay referencias a la Iglesia ortodoxa en la mandorla, la forma de almendra del panel central, en la que tradicionalmente se representan imágenes sagradas.

## Restauración
De 2010 a 2013 se retiró el mural para limpiarlo, tras lo que se volvió a montar para exhibirlo de nuevo en el Consejo de Seguridad. El Gobierno noruego donó más de 7,2 millones de euros (8,2 millones de dólares) para la ayudar a la rehabilitación. La seda azul de los dos paneles rectangulares, que había encogido, se sustituyó con rayón.

## Controversia
Varios académicos han cuestionado la neutralidad del mural, en particular cómo refleja a Noruega. En un artículo de la «Revista alemana sobre Naciones Unidas», Maria Sandvik planteó la pregunta de si el secretario general Trygve Lie y el arquitecto principal Arnstein Arneberg podrían haber presionado al Krohg para que elaborase su obra en una dirección concreta. Ingeborg Glambek escribión que «es evidente que el primer secretario general de NU, el noruego Trygve Lie, influyó cuando se tomó la decisión». El arquitecto del Consejo de Seguridad, Arneberg, reconoció que en su papel de secretario general, Trygve Lie ejerció un poder considerable a la hora de asegurarse de que «la obra de Krohg se colgaba en la sala del Consejo». Esta controversia se complicó por la falta de transparencia con la que Noruega y Arneburg financiaron la creación de la obra de Krohg.
También se desató otra controversia cuando Per Krohg presentó el diseño del mural a un grupo del Panel de Arte de Naciones Unidas. Este comité era el responsable de evaluar todas las propuestas de arte para el Consejo de Seguridad, e inicialmente no aceptó el concepto artístico de Krohg, alegando que la complejidad de la obra podía distraer a los delegados y hacerles perder la concentración. En respuesta, el arquitecto jefe Arneburg rechazó la opinión del Panel de Arte, enfatizando que la obra era muy importante por el efecto que la sala podría tener como ventana de la cultura y el arte noruegos. El 7 de enero de 1950 se aprobó un decreto real (que costó a Noruega 109 000 coronas) obligando al Panel de Arte de Naciones Unidas a aprobar el mural.